# Portretul Adelei Bloch-Bauer I

Portretul Adelei Bloch-Bauer I (pronunție: /prɪːmul portret al adeleɪ blɔːh bauər/; în engleză: Portrait of Adele Bloch-Bauer I, The Lady in Gold sau The Woman in Gold; cunoscut în română și ca „Doamna în Aur” sau „Femeia în Aur”) este un tablou pictat de Gustav Klimt între anii 1903 și 1907. Tabloul a fost furat de către naziști în 1941 și expus la Österreichische Galerie Belvedere. În 2006, după 8 ani de eforturi ale moștenitoarei Bloch-Bauer, pictura a fost returnată familiei; a fost vândut în același an pentru 135 de milioane de dolari americani, la acel moment un preț record pentru o pictură.
Portretul este lucrarea finală și cea mai reprezentativă a fazei de aur a lui Gustav Klimt. A fost prima dintre cele 2 reprezentări ale lui Adele de către Gustav Klimt - al doilea a fost finalizat în 1912; acestea au fost două dintre cele câteva lucrări ale artistului care îi aparțineau familiei. Adele a murit în 1925 de meningită; ea a cerut ca lucrările de artă ale lui Klimt să fie lăsate la Galeria Belvedere, deși acestea aparțineau lui Ferdinand, nu ei. După anexarea Austriei de către Germania Nazistă, Ferdinand a fugit din Viena și sa îndreptat spre Elveția, lăsând în urmă o mare parte a bogăției sale, inclusiv colecția sa mare de artă. Pictura a fost furată de naziști în 1941, împreună cu restul bunurilor lui Ferdinand, după ce o falsă acuzație de evaziune fiscală a fost făcută împotriva lui. Bunurile obținute din vânzările preconizate de lucrări de artă, de proprietate și de activitățile sale în domeniul zahărului au fost compensate cu creanța fiscală. Avocatul care acționa în numele statului german dă portretul Galeriei Belvedere, susținând că respectă dorințele pe care Adele le făcuse în voia ei. Ferdinand a murit în 1946; el avea voința de a afirmat că moștenirea sa ar trebui să meargă la nepotul său și la 2 nepoate.
În 1998, Hubertus Czernin, jurnalist de investigație austriac, a stabilit că Galeria Belvedere conținea mai multe lucrări furate de la proprietarii evrei în război și că galeria a refuzat să readucă arta la proprietarii lor originali sau să recunoască faptul că furturile au avut loc. Una dintre nepoatele lui Ferdinand, Maria Altmann, l-a angajat pe avocatul Randol Schoenberg ca să facă o plângere împotriva galeriei pentru returnarea a cinci lucrări de Gustav Klimt. După o reclamație legală de 7 ani, care a inclus o audiere în fața Curții Supreme a Statelor Unite, un comitet de arbitraj de la Viena a fost de acord că pictura și altele au fost furate de la familie și că ar trebui returnate lui Altmann. A fost vândut omului de afaceri și colecționarului de artă Ronald Lauder, care a plasat lucrările în galeria Neue Galerie, galerie din New York, pe care a fondat-o.

## Fundal

### Gustav Klimt

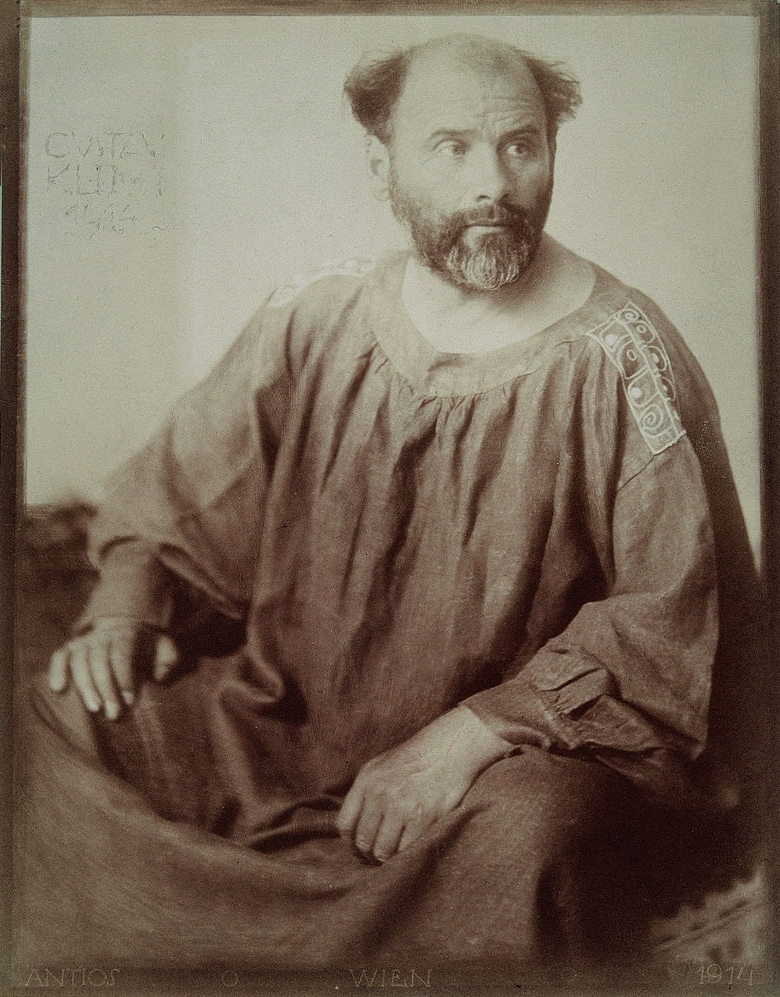
Gustav Klimt în 1914.

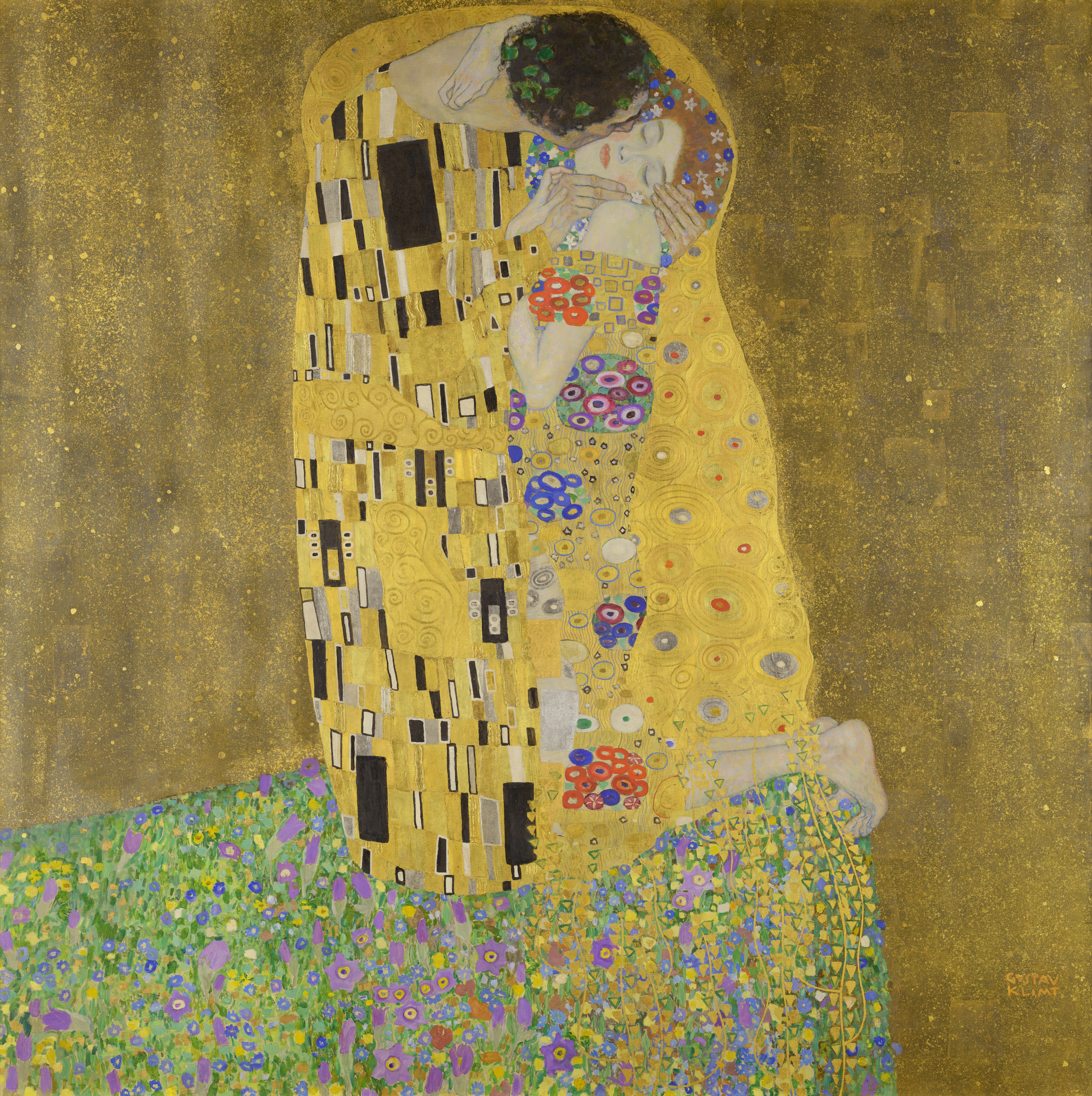
Sărutul (tablou făcut între anii 1907 și 1908)

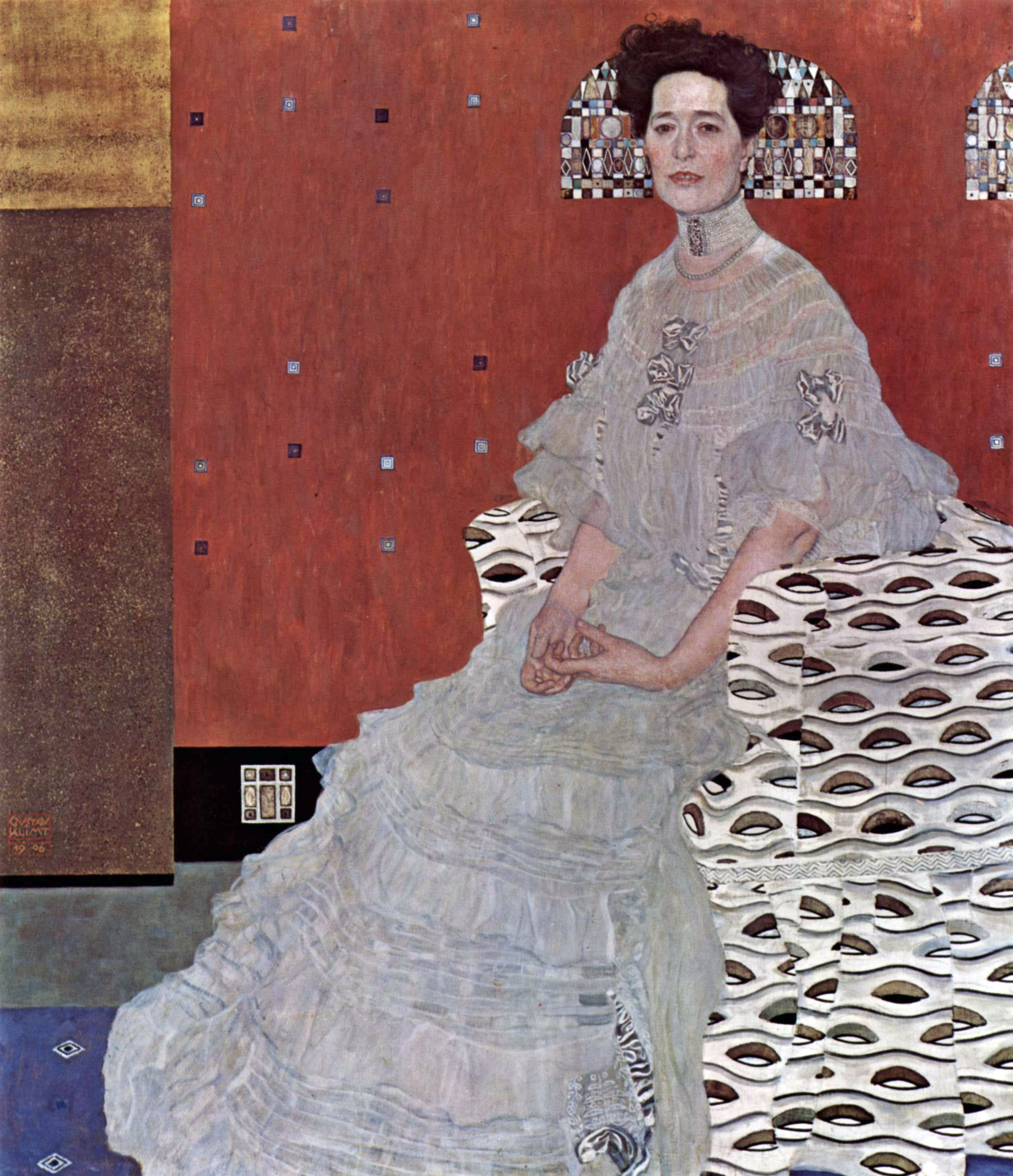
Portretul Fritzei Riedler (tablou făcut în anul 1907)

Gustav Klimt s-a născut la 14 iulie 1862, la Baumgarten, una din suburbiile Vienei ce făcea atunci parte din Imperiul Austro-Ungar. El a fost al doilea băiat dintre cei 7 copii ai familiei în care s-a născut (3 băieți și 4 fete). Tatăl său, de profesiune giuvaergiu, era originar din Cehia. Despre perioada dinainte de anul 1867, privitor la copilăria lui Klimt, nu avem aproape nici un fel de informații. Se dovedește de timpuriu talentat la desen, la 14 ani reușește la examenul de admitere la „Kunstgewerbeschule” („Școala de Arte Aplicate”) din Viena. Doi ani frecventează cursurile acestei școli și, concomitent, învață pictura în atelierul maestrului Ferdinand Laufberger.
În 1879 ia parte, sub îndrumarea lui Hans Makart, la organizarea festivităților prilejuite de aniversarea a 25 de ani de căsătorie a cuplului imperial. Fratele său, Ernst, frecventează aceeași școală de artă. Cei 2 frați, împreună cu un coleg, Franz Matsch, decid să lucreze în comun, și tinerii artiști primesc mici comenzi: decorări ale unor porțelanuri, proiecte pentru ilustrații.
În 1880 obțin două comenzi mari: lucrări de decorațiuni la palatul din Sturan, precum și pictarea unui tablou destinat clădirii principale a stațiunii balneare din Karlovy Vary (pe atunci Karlsbad).
În anul 1883 frații Klimt au fondat la Viena, împreună cu Franz Matsch, propria lor școală de artă decorativă și au primit comenzi din mai multe părți ale Europei. Curând cei trei au plecat în Regatul României unde au executat lucrări pentru decorarea castelului Peleș din Sinaia. În 1886 grupul lor participă la realizarea scărilor noului teatru imperial, Burgtheater, din Viena.
În 1893 Gustav Klimt pictează tabloul reprezentând interiorul teatrului castelului Eszterházy, cu care obține premiul expoziției organizate de "Künstlerhaus" ("Căminul Artiștilor"). La nici treizeci de ani este considerat unul din cei mai importanți artiști austrieci. Între anii 1891-1897, devenit membru al societății artiștilor vienezi, "Künstlerhausgenossenschaft", împreună cu alți pictori, se străduiește să reformeze instituția aservită unor principii artistice net conservatoare. Până la urmă, ei înființează, în 1897, o nouă grupare artistică, separată de Künstlerhaus, care se va numi Secesiunea. Membrii acesteia primesc un teren din partea orașului Viena, pentru a-și putea construi sediul.
Chiar în anul următor ei își organizează, în pavilionul proiectat de arhitectul Joseph Maria Olbrich, prima expoziție. Klimt va fi primul președinte al Secesiunii. Manifestul lor va fi publicat în 1898, în primul număr al revistei "Ver Sacrum". Filozofia Secesiunii este căutarea adevărului despre existența umană. Deasupra intrării în pavilionul asociației se putea citi următoarea inscripție: "Fiecărei epoci îi este caracteristică propria artă, iar artei - libertatea". Fidel acestui ideal, Klimt își eliberează arta de tabu-uri. În 1905 ajunge însă în conflict cu artiștii ce i-au fost apropiați și, ca urmare, rupe legăturile cu Secesiunea și formează un alt grup, „Kunstschau”.
În ciuda numeroaselor legături și aventuri amoroase, Klimt a avut o singură dragoste trainică, Emilie Flöge, pe care a reprezentat-o în mai multe tablouri. Începând din anul 1900, pictorul petrece mereu câteva săptămâni de vară pe moșia familiei Flöge, pe malul lacului Attersee.
Pictează mai ales peisaje, grupuri de copaci, boschete de flori („Grădină cu floarea soarelui” 1905), dar și compoziții în care motivul principal îl reprezintă teme antice cu personaje feminine, reinterpretând miturile și simbolurile, ca în tabloul „Iudita și Capul lui Olofern” (1901). 
Una din cele mai renumite picturi ale lui Klimt este „Sărutul” (1907-1908). Ea datează din așa-numită „perioadă de aur” a artistului. Acest lucru este ilustrat cel mai bine de petalele aurii ce luminează fosforescent scena intimă a sărutului. Măiestria decorativă a lui Klimt se poate observa pe exemplul oferit de covorul de flori întins la picioarele celor doi îndrăgostiți, pe care figurile unite în îmbrățișare au încremenit într-o imobilitate statuară.
Prin alegoria femeilor, care apar în tablouri ca „Nuda Veritas” (1899) sau „Danae” (1907), reprezentate sub chipul unor frumoase roșcate, Klimt evidențiază preocuparea sa pentru temele erotice. Faptul că împrumută teme din mitologie atenuează caracterul lasciv al compozițiilor. Tablourilor sale le este foarte caracteristică paleta întreagă a culorilor deschise și pure. Renunțând complet la perspectivă, pictorul așază formele decorative în același plan cu siluetele personajelor.
În ultimii 15 ani ai vieții, Klimt călătorește mult în Germania, Belgia și Italia. La Ravenna descoperă frumusețea bazilicii San Vitale. Mozaicurile de inspirație bizantină, de un aur strălucitor, produc asupra lui o profundă impresie și, ca efect, începând din acest moment folosește tot mai des placarea aurie. În 1910 participă la cea de-a IX-a Bienală din Veneția, unde obține un uriaș succes. În 1917, este numit membru de onoare al Academiilor din Viena și München. Câteva luni mai târziu, la începutul anului 1918, suferă un atac cerebral. Moare la 6 februarie la Wien-Neubau, fiind înmormântat în cimitirul Hietzinger din Viena.

### Ferdinand & Adele Bloch-Bauer

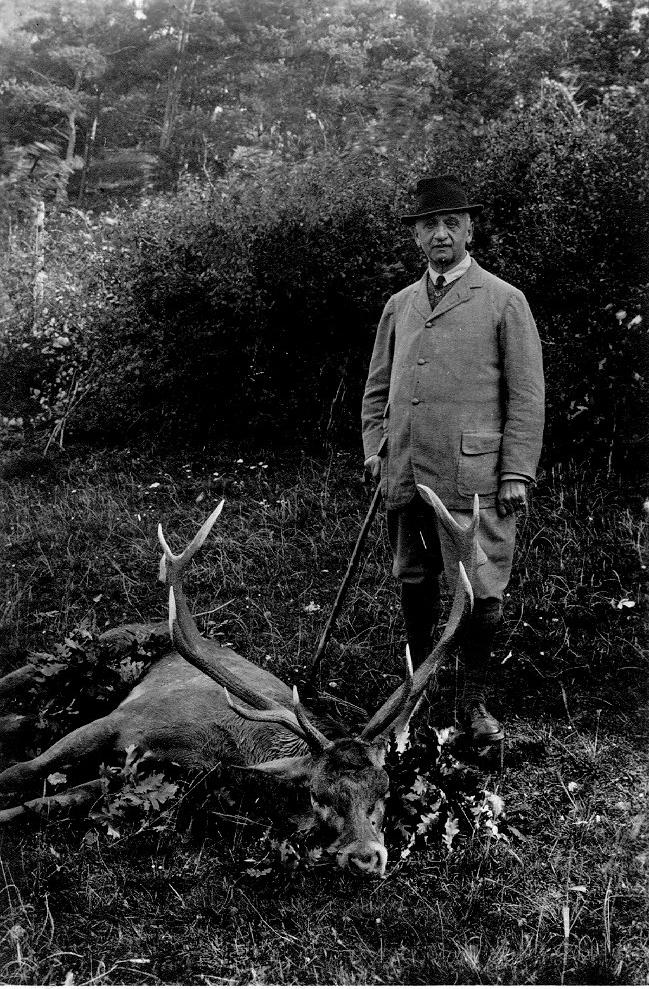
Poză din anul 1935 în care apare Ferdinand

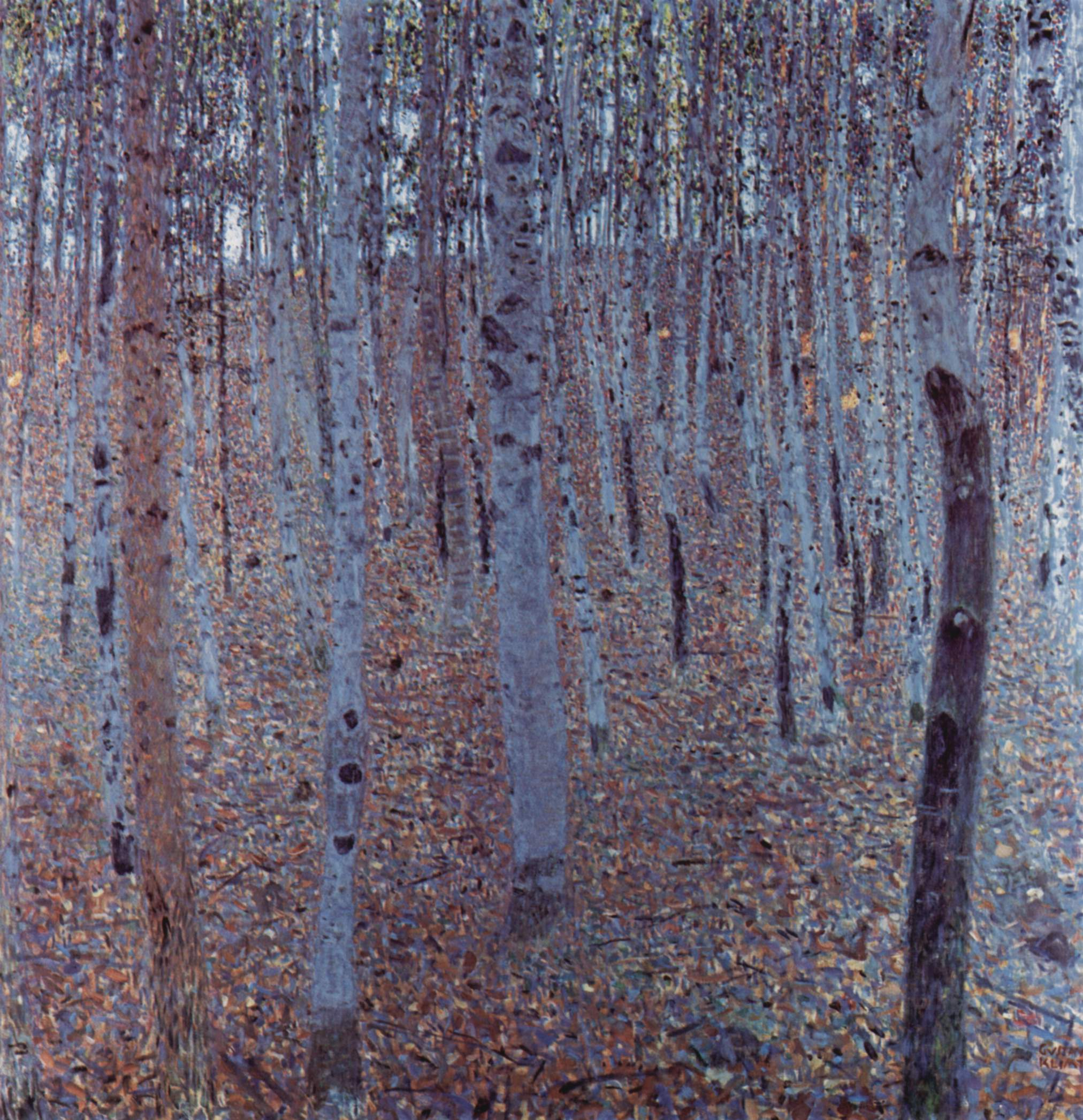
Pădurea de fagi (tablou realizat în anul 1902). Acesta este unul dintre cele câteva peisaje pictate de Klimt și achiziționate de Ferdinand

Adele Bauer era dintr-o familie vieneză evreiască bogată. Ea s-a născut pe data de 9 august 1881 în Viena, fiind fiica lui Moriz Bauer și a lui Jeanette Bauer. Tatăl ei era directorul Wiener Bankverein, a șaptea cea mai mare bancă a Austro-Ungariei și directorul general al Căilor Ferate Orientale. Nepoata ei, Maria Altmann, o descire pe Adele ca fiind: „bolnavă, suferindă, cu dureri de cap permanente, fumătoare ca un coș de fum, incredibil de delicată și somnoroasă. O față foarte intelectuală. Foarte elegantă. Încrezută și arogantă.”. La sfârșitul anilor’ 1890 Adele îl întâlnește pe Gustav Klimt și încep să aibă o relație. Opiniile sunt împărțite dacă Adele și Gustav au avut o aventură. Artistul Catherine Dean a considerat că Adele era „singura doamnă a societății pictate de Klimt, cunoscută cu siguranță pentru a fi amanta sa”, în timp ce jurnalista Melissa Müller și academiciana Monica Tatzkow scriu că „relația a fost mai mult decât o prietenie”. Whitford observă că unele dintre schițele preliminare pe care Klimt le-a făcut pentru Sărutul au arătat o figură bărbierită care ar fi fost probabil un autoportret; partenerul de sex feminin este descris de Whitford ca un „portret idealizat al lui Adele” . Whitford scrie că singura probă prezentată pentru susținerea teoriei este poziția mâinii drepte a femeii, deoarece Adele avea un deget desfigurat după un accident din copilăria sa.
Părinții lui Adele au organizat o căsătorie cu Ferdinand Bloch, producător bancar și producător de zahăr; Sora mai mare a lui Adele sa căsătorit anterior cu fratele mai mare al lui Ferdinand. Ferdinand a fost mai în vârstă decât logodnica sa, iar la momentul căsătoriei în decembrie 1899, ea avea 18 ani iar el avea 35 de ani. Cuplul, care nu avea copii, și-a schimbat numele de familie la Bloch-Bauer. Din punct de vedere social, Adele a reunit scriitori, politicieni și intelectuali pentru saloane regulate la domiciliul lor.
Cuplul a împărtășit o dragoste de artă și a patronat mai mulți artiști, colectând în principal picturi vieneze din secolul al XIX-lea și sculptură modernă. Ferdinand a avut de asemenea o pasiune pentru porțelanul neoclasic, iar până în 1934 colecția sa a fost de peste 400 de exponate, fiind una dintre cele mai bune din lume.
În 1901, Klimt a pictat Iudita și Capul lui Olofern; istoricul de artă Gottfried Fliedl observă că pictura este „cunoscută și interpretată ca Salome”. Adele a fost modelul pentru o lucrare și purta o ciocănitură adâncă cu pietre prețioase, dată de Ferdinand, în ceea ce Whitford descrie drept „cea mai erotică pictură a lui Klimt”.  În 1903, Ferdinand a achiziționat prima sa lucrare Klimt de la artistul Buchenwald (Pădurea de fagi).

## Tabloul

### Pregătire și Executare

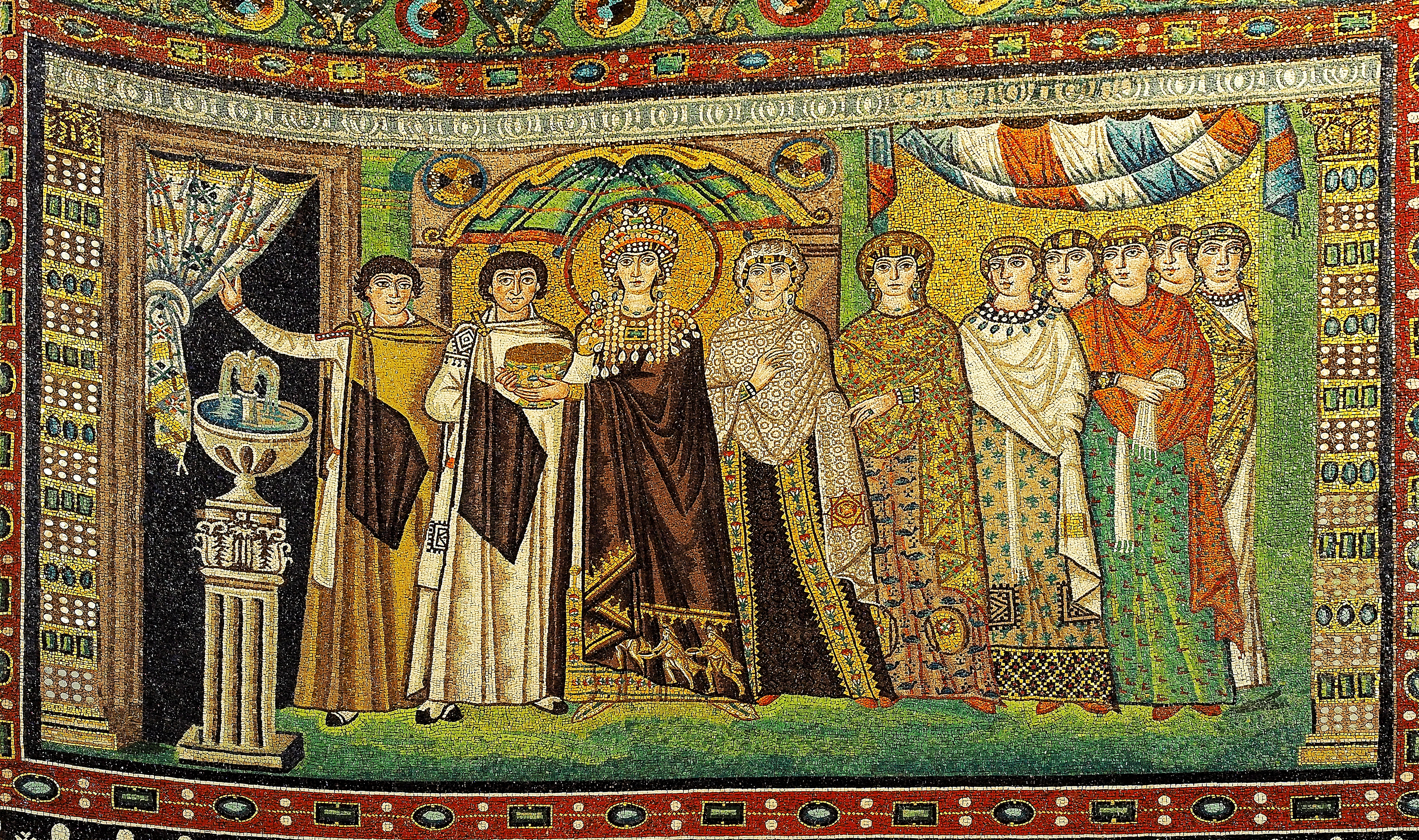
Mozaic ce o înfățișează pe împărăteasa Teodora din Bazilica San Vitale, din Ravenna

La mijlocul anului 1903, Ferdinand Bloch-Bauer i-a cumandat lui Klimt să-i picteze un portret soției sale (Adele Bloch Bauer); el dorea să le dea tabloul părinților Adelei ca un cadou aniversar în luna octombrie a acelui an. Klimt a desenat peste o sută de schițe pregătitoare pentru portret între anii 1903 și 1904. Bloch-Bauer a cumpărat câteva dintre schițele pe care Klimt le-a făcut Adelei când au obținut 16 desene ale lui. Adele avea 26 de ani atunci când Klimt a pictat-o. În decembrie 1903, împreună cu colegul său artist Maximilian Lenz, Klimt a vizitat Bazilica San Vitale din Ravenna, unde a studiat mozaicurile de aur bizantine timpurii ale lui Iustinian I și ale soției sale, împărăteasa Teodora. Mai târziu, Lenz a scris că „mozaicul a făcut o impresie decisivă imensă asupra lui ... [Klimt], din care provine strălucirea, decorarea rigidă a artei sale”. Klimt mai târziu a spus că „mozaicurile splendorii incredibile” erau o „revelație” pentru el. Mozaicurile din Ravenna au atras atenția altor artiști care au oferit ilustrații ale lucrării, inclusiv Wassily Kandinsky în 1911 și Clive Bell în 1914.

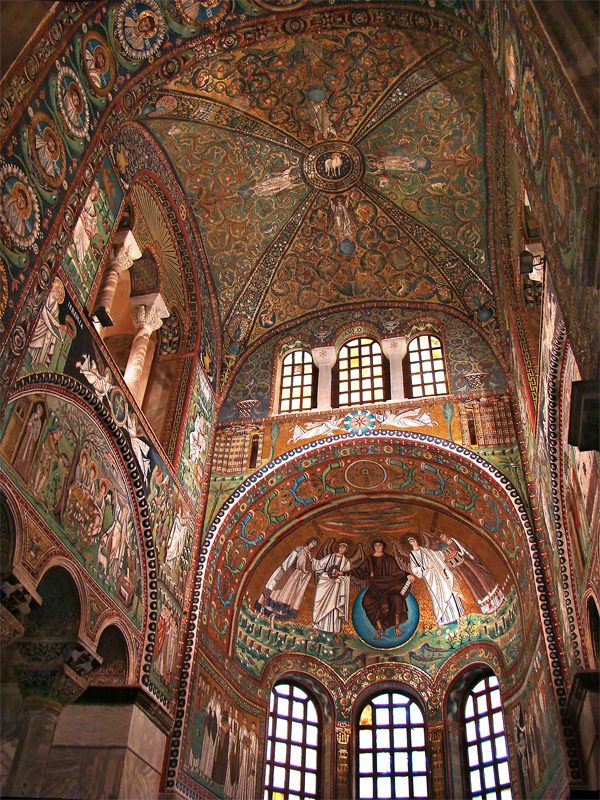
Mozaicuri din Bazilica San Vitale, din Ravenna

Klimt a întreprins mai multe pregătiri pentru portret decât orice altă lucrare pe care a făcut-o. O mare parte din portret a fost realizată printr-o tehnică elaborată de folosire a frunzei de aur și argint și apoi adăugarea de motive decorative în basorelief folosind gesso, un amestec de vopsea constând dintr-un liant amestecat cu cretă sau gips. Cadrul de aur al picturii a fost realizat de arhitectul Josef Hoffmann. Klimt a terminat lucrările până în 1907.

### Descriere

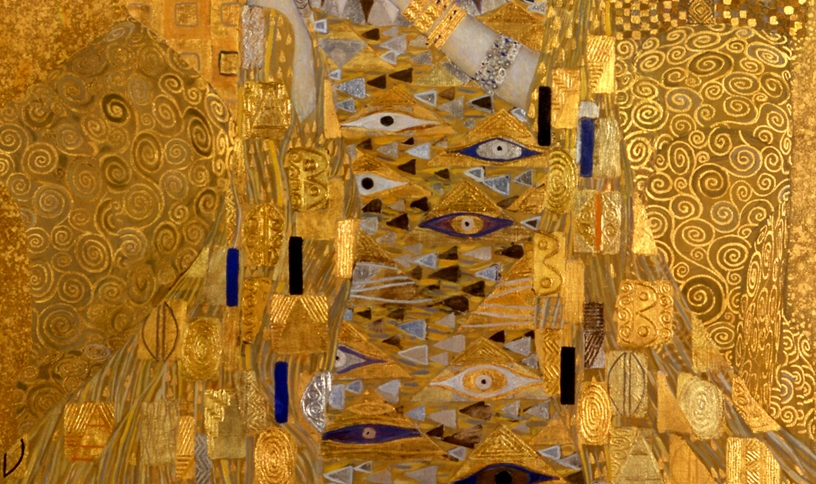
Realismul și abstracțiunea realizează o sintează în acest portret, la fel ca în Friza Stoclet. Klimt acoperă suprafața în artă bizantină deja întâlnită în pictura lui de peisaj. Simboluri exotice, ca ochii egipteni în triunghiuri sau spiralele miceniene atât de iubite de artist, ne scapă la prima privire.

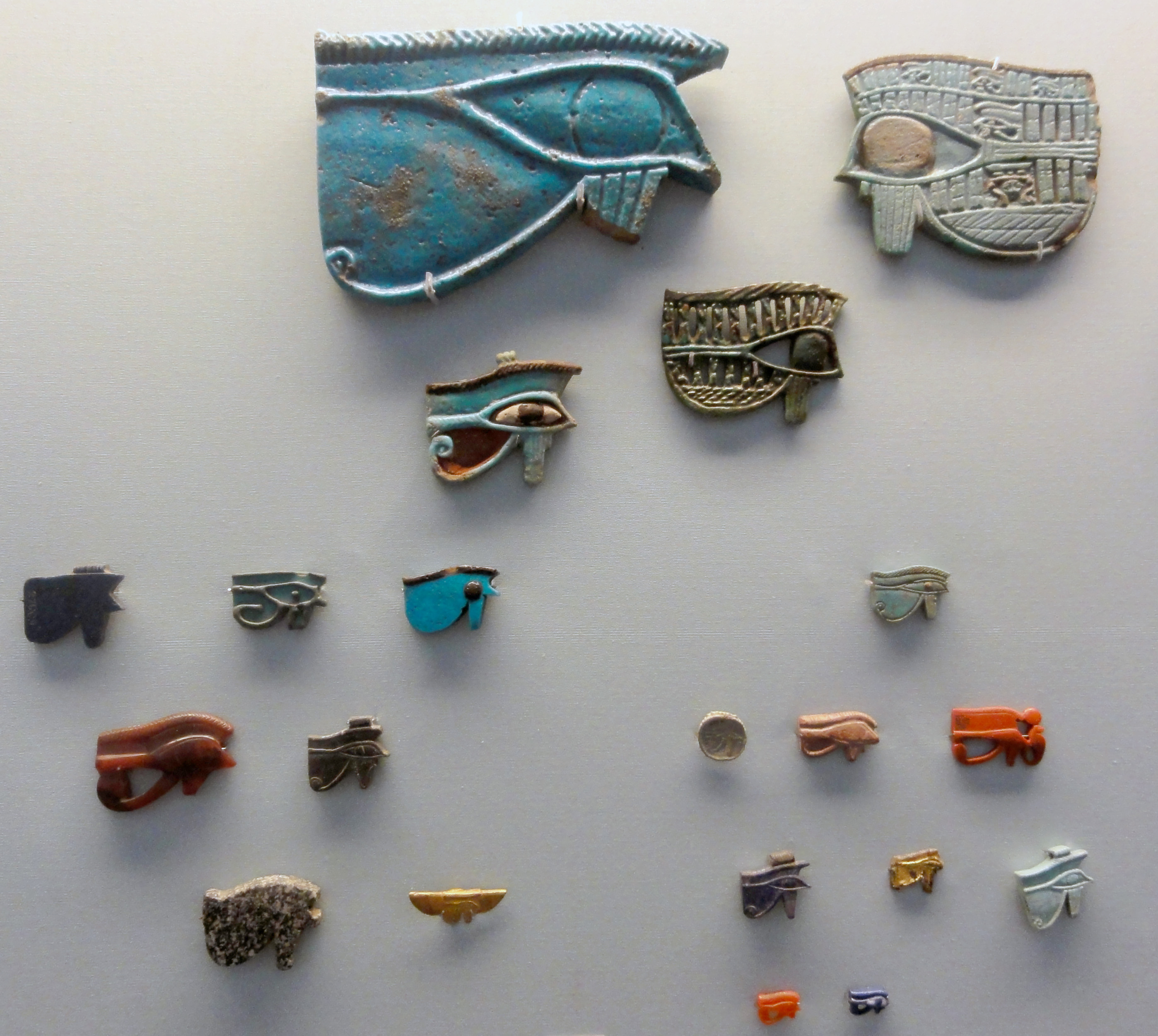
Amulete ce înfățișează Ochiul lui Horus din British Museum

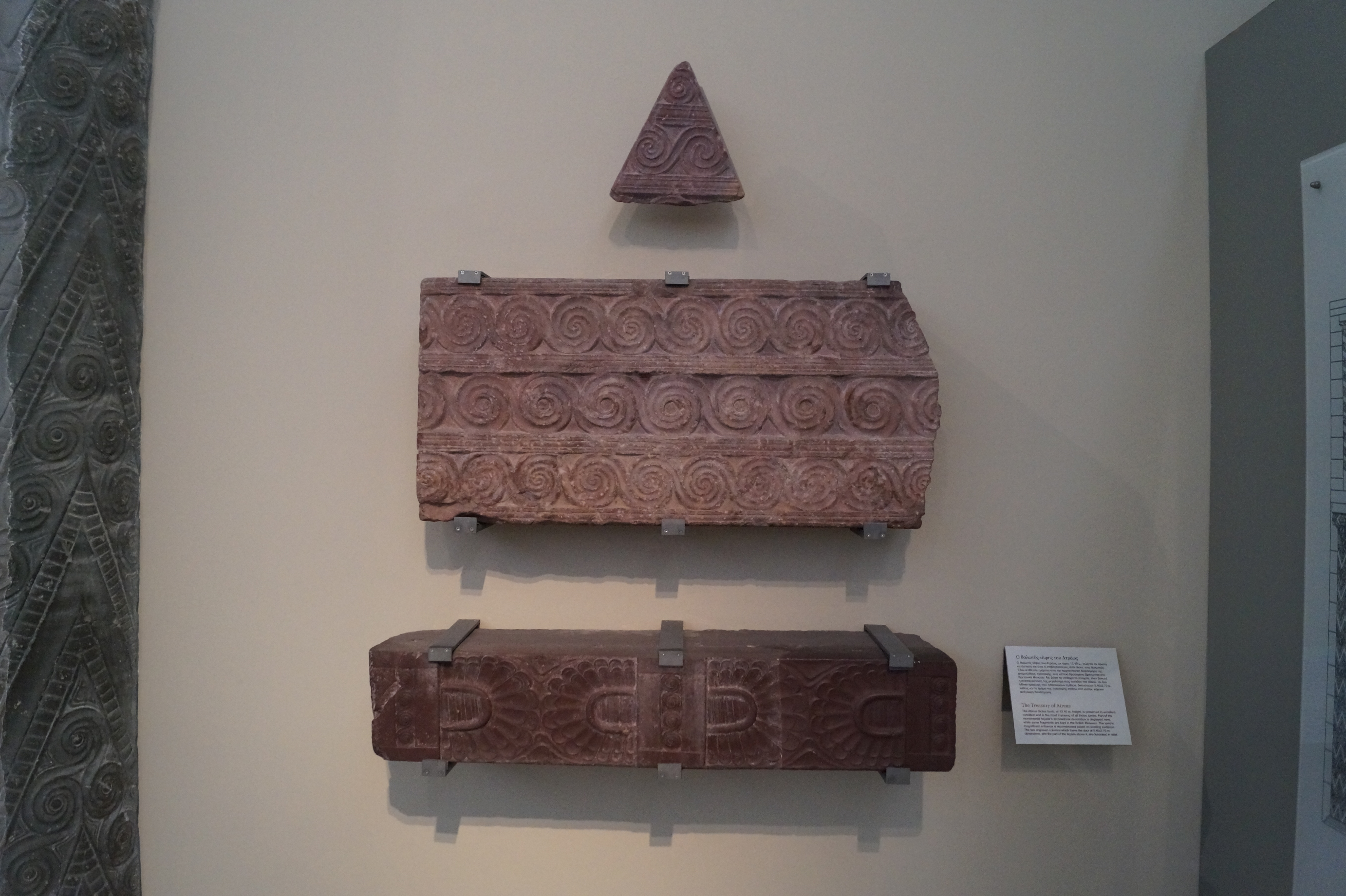
Exponate miceniene din Muzeul Național de Arheologie din Atena ce conțin spirale asemănătoare cu cele din tablou

Tabloul este pătrat, măsurând 138 pe 138 de centimetri (54 pe 54 de țoli (inci)), fiind făcut cu vopsea cu ulei, argint și frunză de aur pe pânză (canvas). Tabloul o înfățișează pe Adele Bloch-Bauer stând pe un scaun sau un tron auriu, ea fiind în spatele unui fundal strălucitor. În jurul gâtului ei este aceiași bijuterie pe care Klimt a inclus-o în tabloul Iudita și Capul lui Olofern. Adele poartă o rochie aurie strâmtă, cu triungiuri și alte forme geometrice pe ea. Poziția Adelei în raport cu fundalul este asemănătoare cu cea din tabloul „Napoleon I pe tronul său imperial”. Rochia se îmbină în fundal atât de bine încât directorul muzeului Jan Thompson scrie că „se întâlnește aproape accidental modelul, așa că este înfășurat în schema geometrică groasă.”. Peter Vergo, care scrie pentru Grove Art că el consideră că pictura „marchează înălțimea ... operelor lui Klimt lucrate cu aur”.
Părul, chipul, decolteul și mâinile lui Adele sunt pictate în ulei; ele reprezintă mai puțin de a doisprezecea parte din lucrare și, în opinia lui Whitford, transmit câteva informații despre caracterul deținătorului. Pentru Whitford, efectul fundalului de aur este acela de a o „îndepărta pe Adele Bloch-Bauer de planul pământesc, de a îi transformă carnea și sângele într-o apariție dintr-un vis de senzualitate și indulgență de sine”; el și Thomson, consideră că lucrarea ar arăta mai mult ca o icoană religioasă decât un portret. O'Connor scrie că opera de artă „pare să întruchipeze feminitatea” și, astfel, o compară cu Mona Lisa, în timp ce pentru Müller și lui Tatzkow, aurul le dă impresia că Adele pare să fie „melancolică și vulnerabilă”.
Atât actualul deținător al portretului - Neue Galerie New York - cât și istoricul de artă Elana Shapirall descriu modul în care fundalul și rochia conțin simboluri sugestive de erotism, inclusiv triunghiuri, ouă, forme ale unor ochi și migdale. Sunt prezente, de asemenea, motive decorative pe tema literelor latine A și B, inițialele cumpărătorului. Whitford identifică influențele artei bizantine, egiptene, miceniene și grecești, spunând că „aurul este asemănător cu fundalurile mozaicurilor bizantine, ochii de pe rochie sunt ca cei din arta egipteană (hieroglifa egipteană pentru ochi: ), spiralele repetate și micuțe miceniene, în timp ce alte motive decorative, bazate pe inițialele numelui cumpărătorului sunt vag grecești”.

## Primire
Klimt și-a prezentat portretul la Expoziția Internațională de Artă Mannheim din 1907, alături de portretul Fritzei Riedler (portret făcut în 1906). Mulți dintre critici au avut reacții negative față de cele 2 picturi, descriind-le ca „grotești de tip mozaic”, „bizare”, „absurdități” și „vulgarități”.

## Istorie & relația cu deținătorul

### 1912–1945
După expunerea portretului la Kunstschau, tabloul a fost dus la casa Bloch Bauerilor din Viena. În 1912 Ferdinand a comandat încă un portret pentru soția sa. În februarie 1918, Klimt a suferit un accident vascular cerebral și a fost spitalizat; el a prins pneumonia din cauza epidemiei de gripă la nivel mondial și a murit în acea lună.
Pe 19 februarie 1923 Adele Bloch-Bauer și-a scris un testament. Fratele lui Ferdinand, Gustav, un avocat prin antrenament, a fost numit executor pentru că a ajutat-o. Testamentul include o referință la adresa lucrărilor lui Klimt ce erau deținute de cuplu, cuprinzând-ui și cele 2 portrete:
Meine 2 Porträts und die 4 Landschaften von Gustav Klimt, bitte ich meinen Ehegatten nach seinem Tode der österr. Staats-Gallerie in Wien, die mir gehörende Wiener und Jungfer.

(Traducere din limba germană: „Îi cer soțului meu, după moartea sa, să-mi lase cele 2 portrete și cele 4 peisaje ale lui Gustav Klimt la Galeria de Stat a Austriei din Viena.”)
Adele moare de meningită la vârsta de 43 de ani pe 24 ianuarie 1925, Ferdinand fiind devastat de moartea ei.

## Galerie

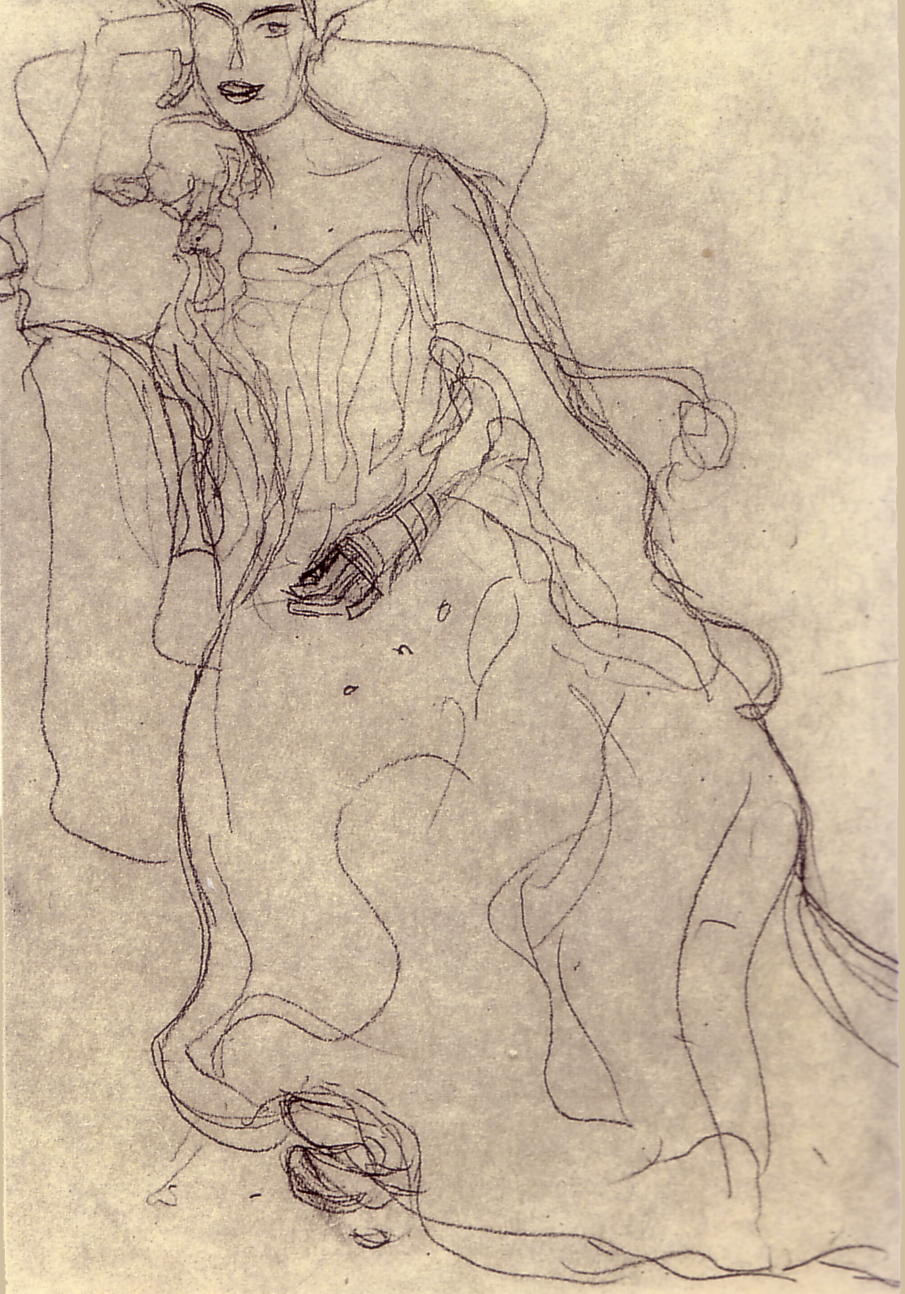
O schiță pregătitoare pentru portret, făcută în circa 1903
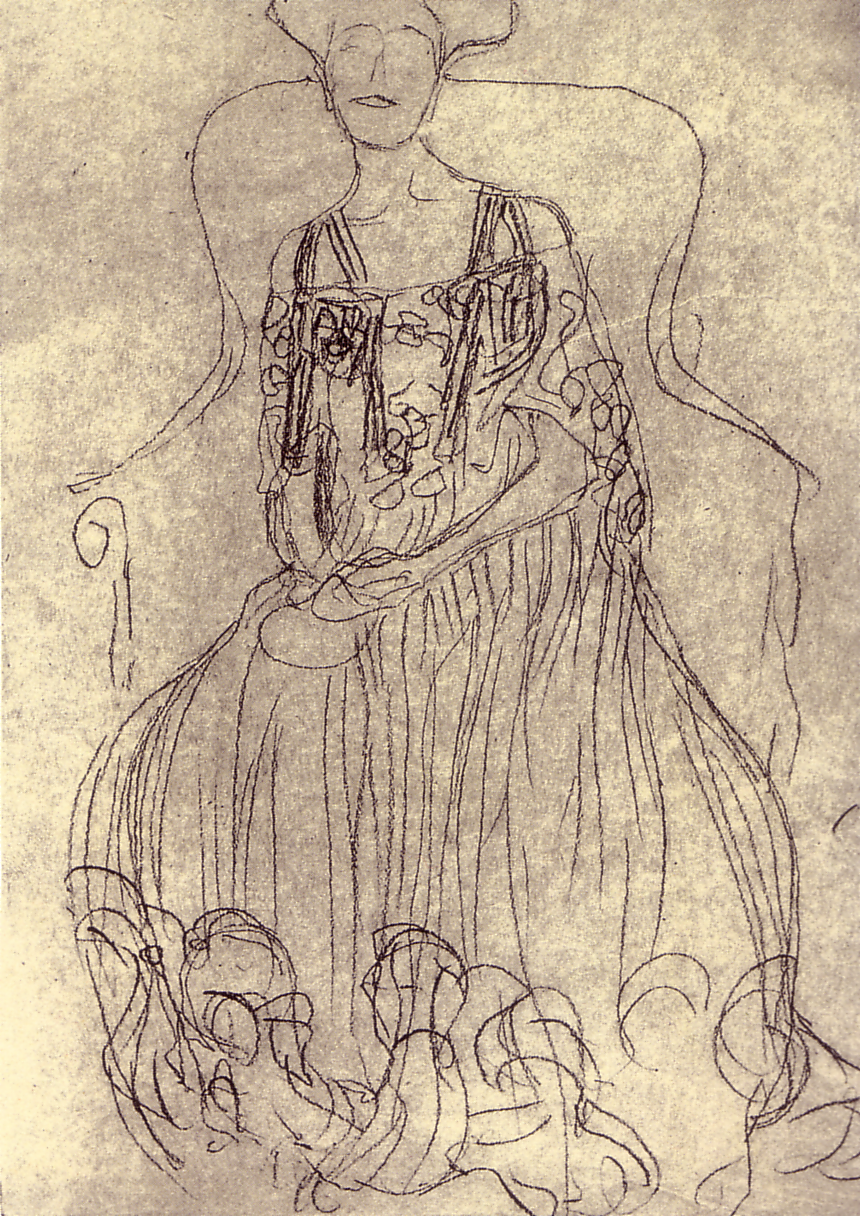
O altă schiță pregătitoare
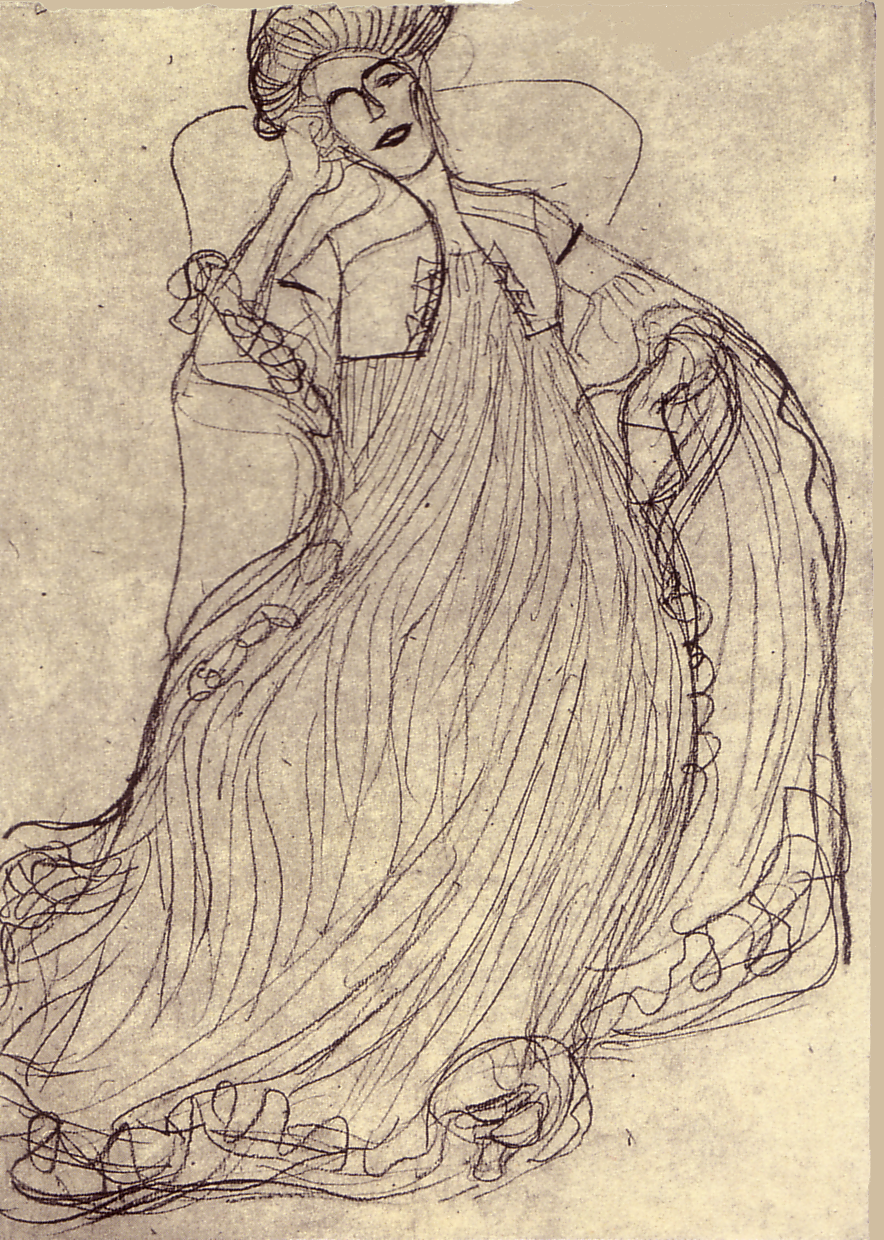
O altă schiță pregătitoare
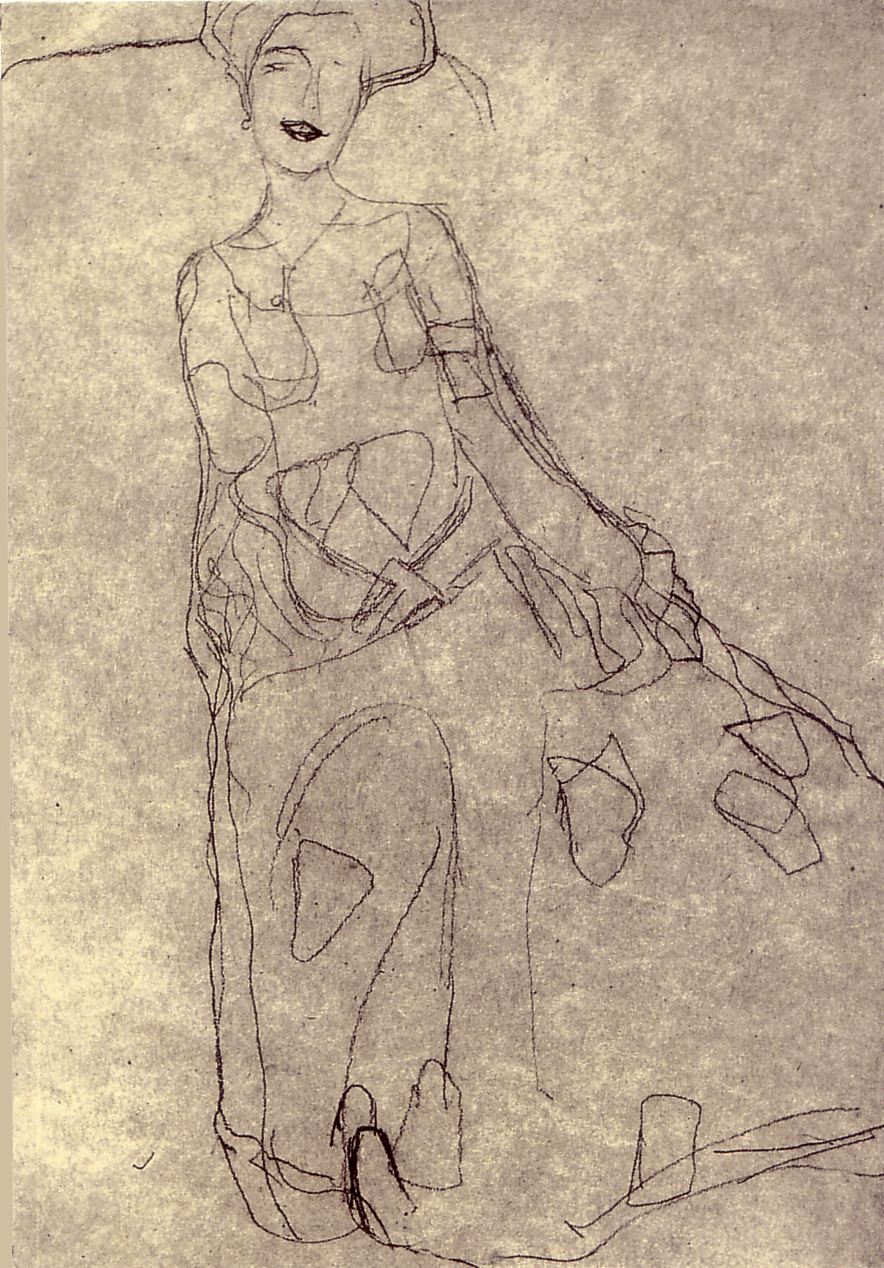
O altă schiță pregătitoare
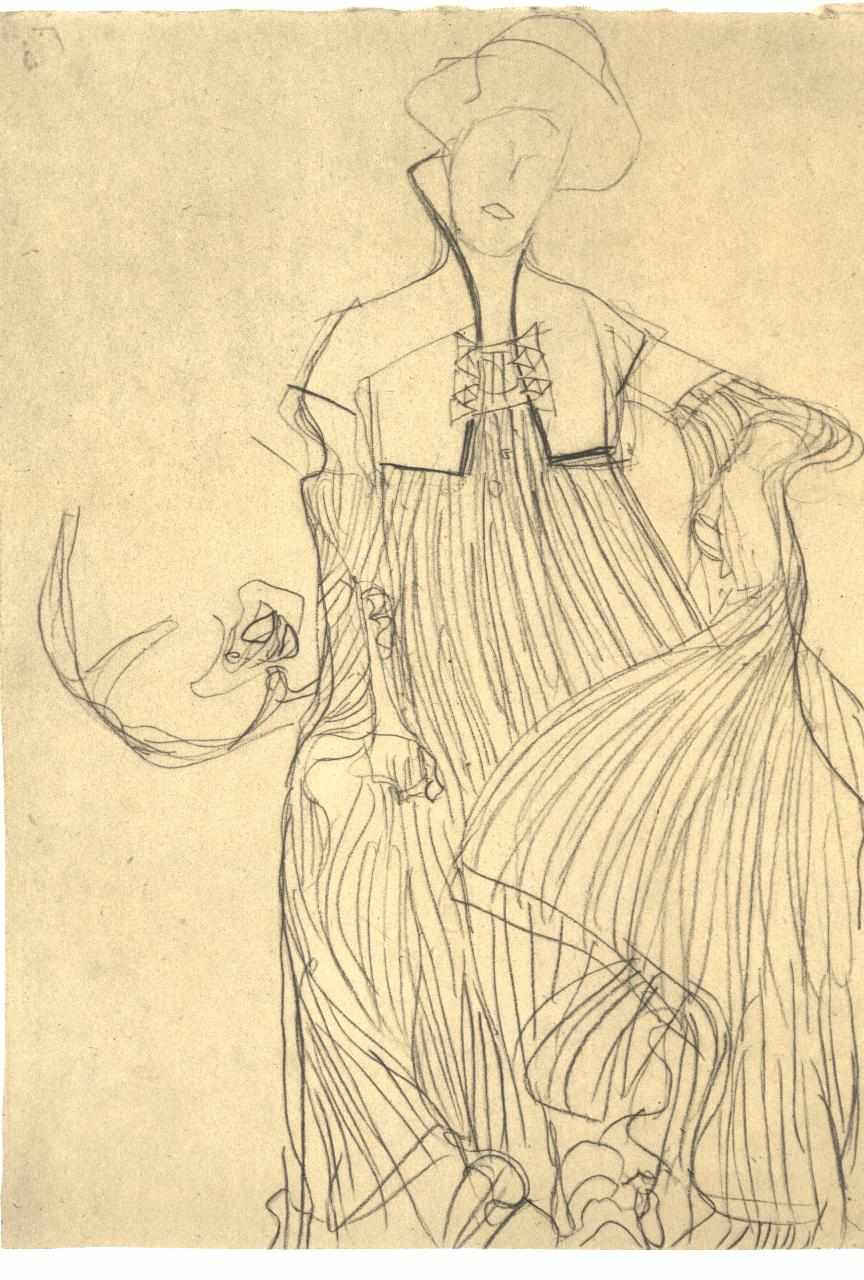
O altă schiță pregătitoare
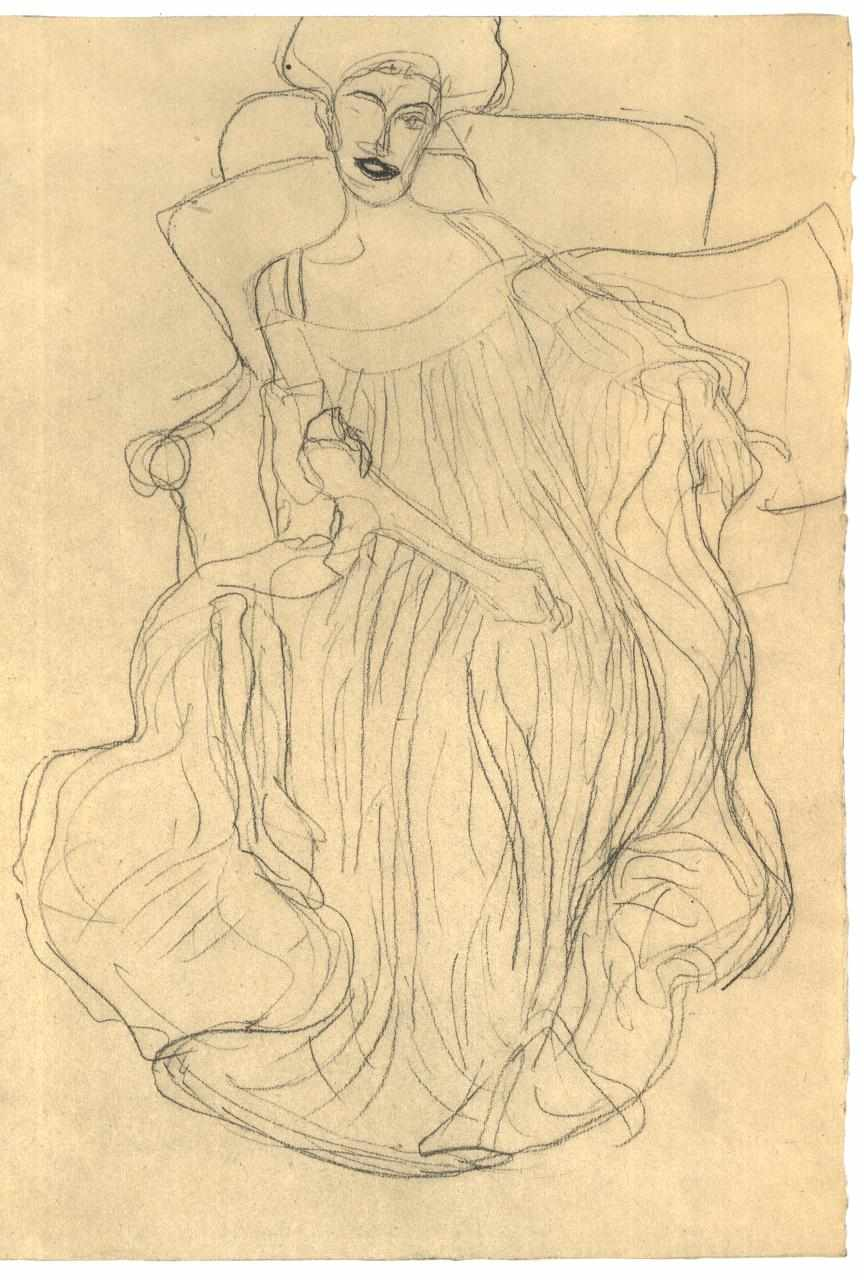
O altă achiță pregătitoare
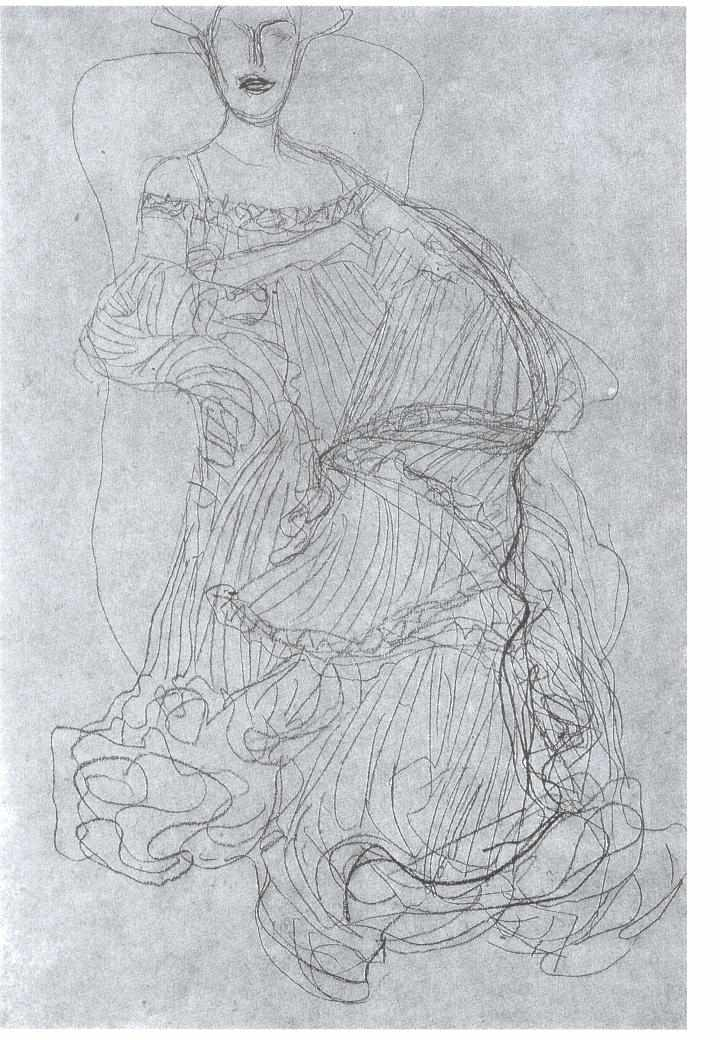
O altă schiță pregătitoare
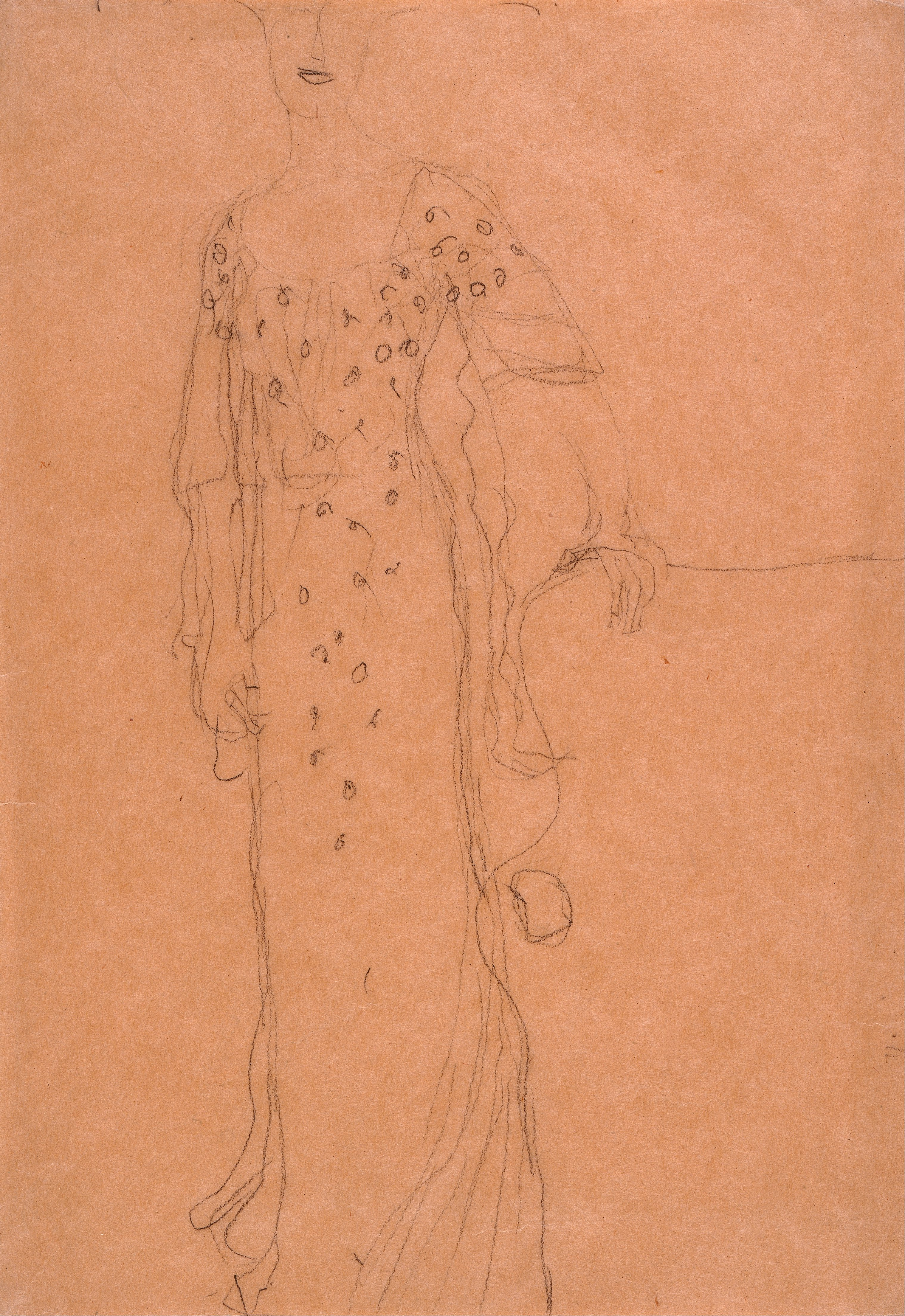
O altă schiță pregătitoare
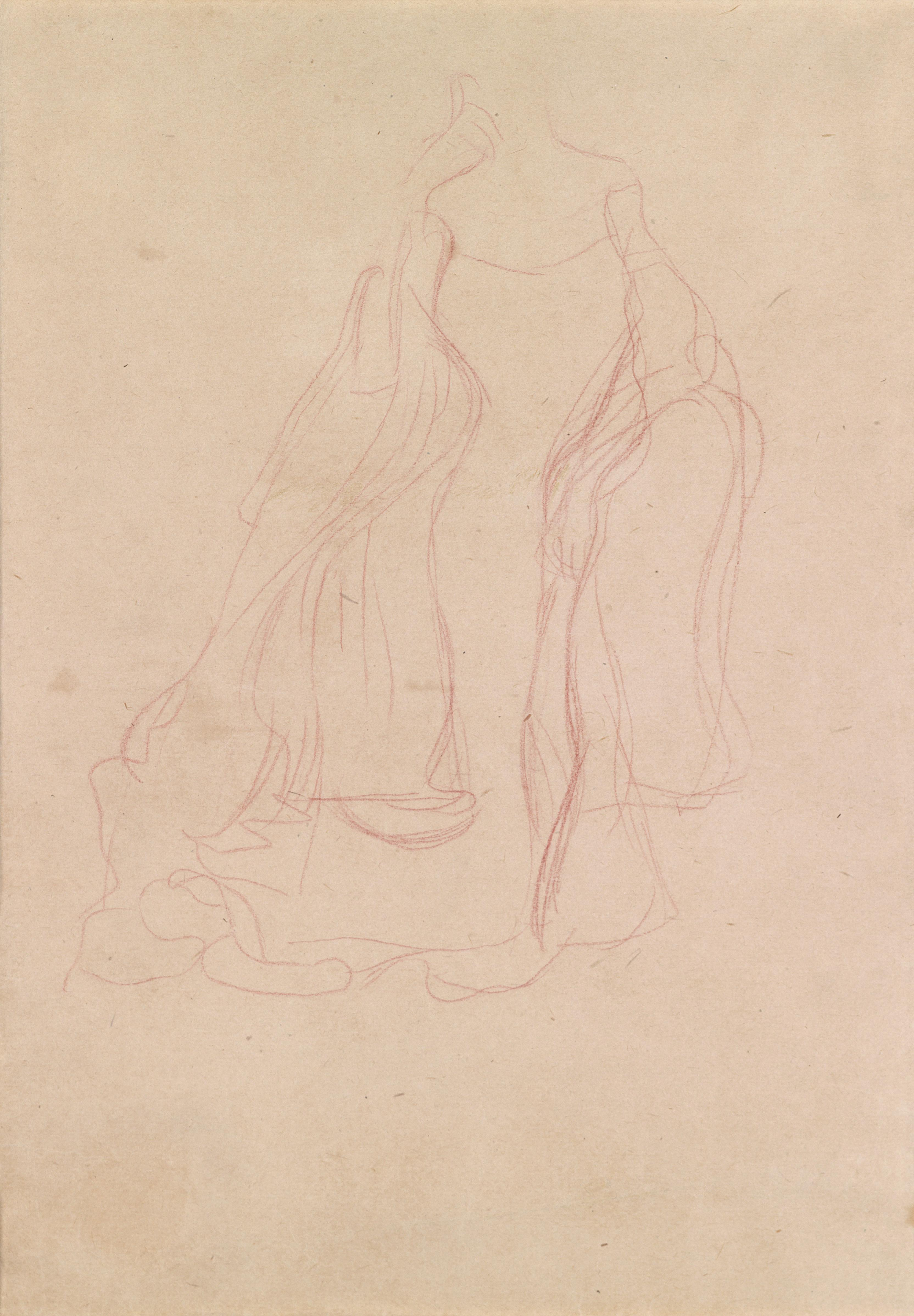
O altă schiță pregătitoare
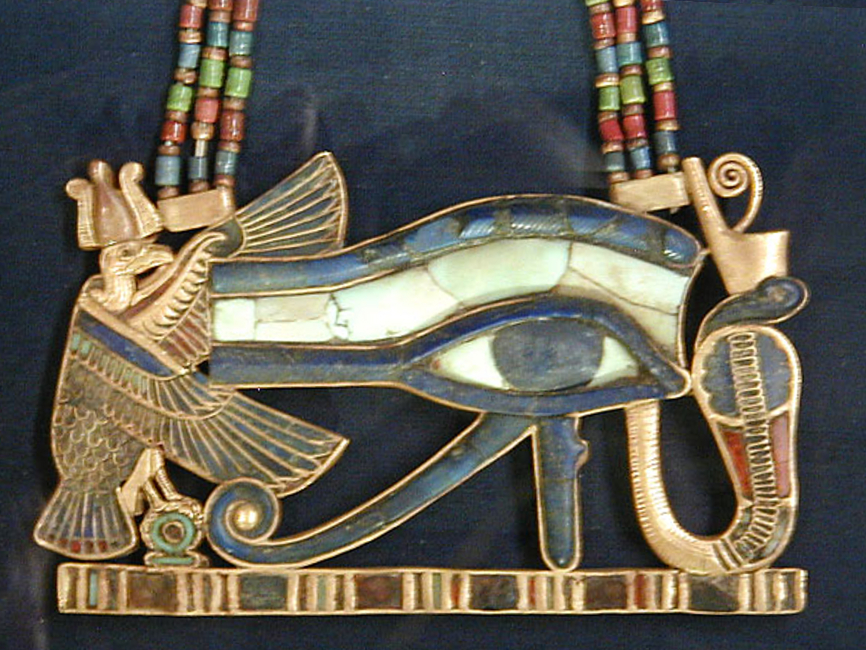
O bijuterie ce conține un ochi egiptean, numit și Ochiul lui Horus
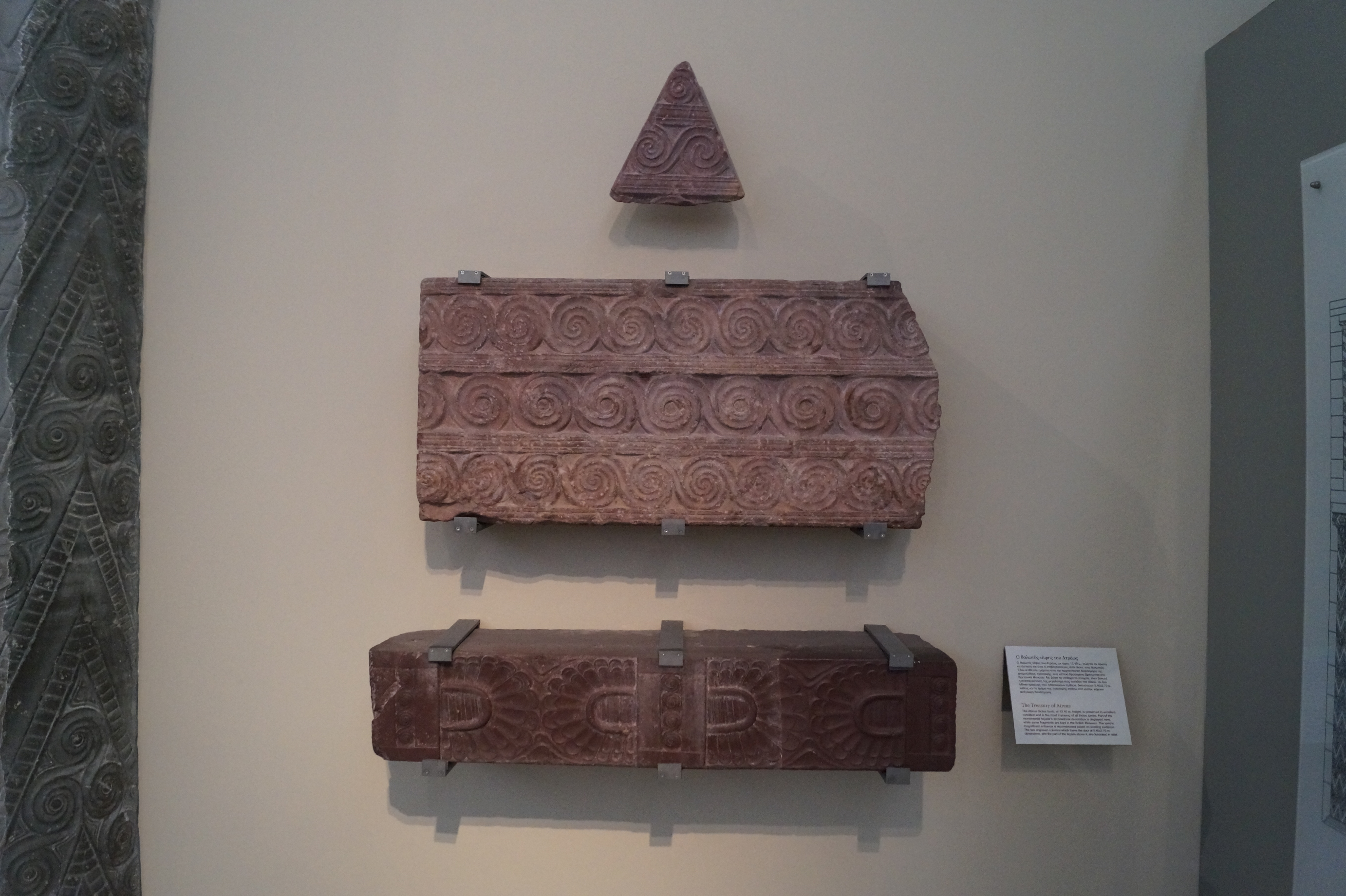
Exponate miceniene din Muzeul Național de Arheologie din Atena ce conțin spirale asemănătoare cu cele din tablou
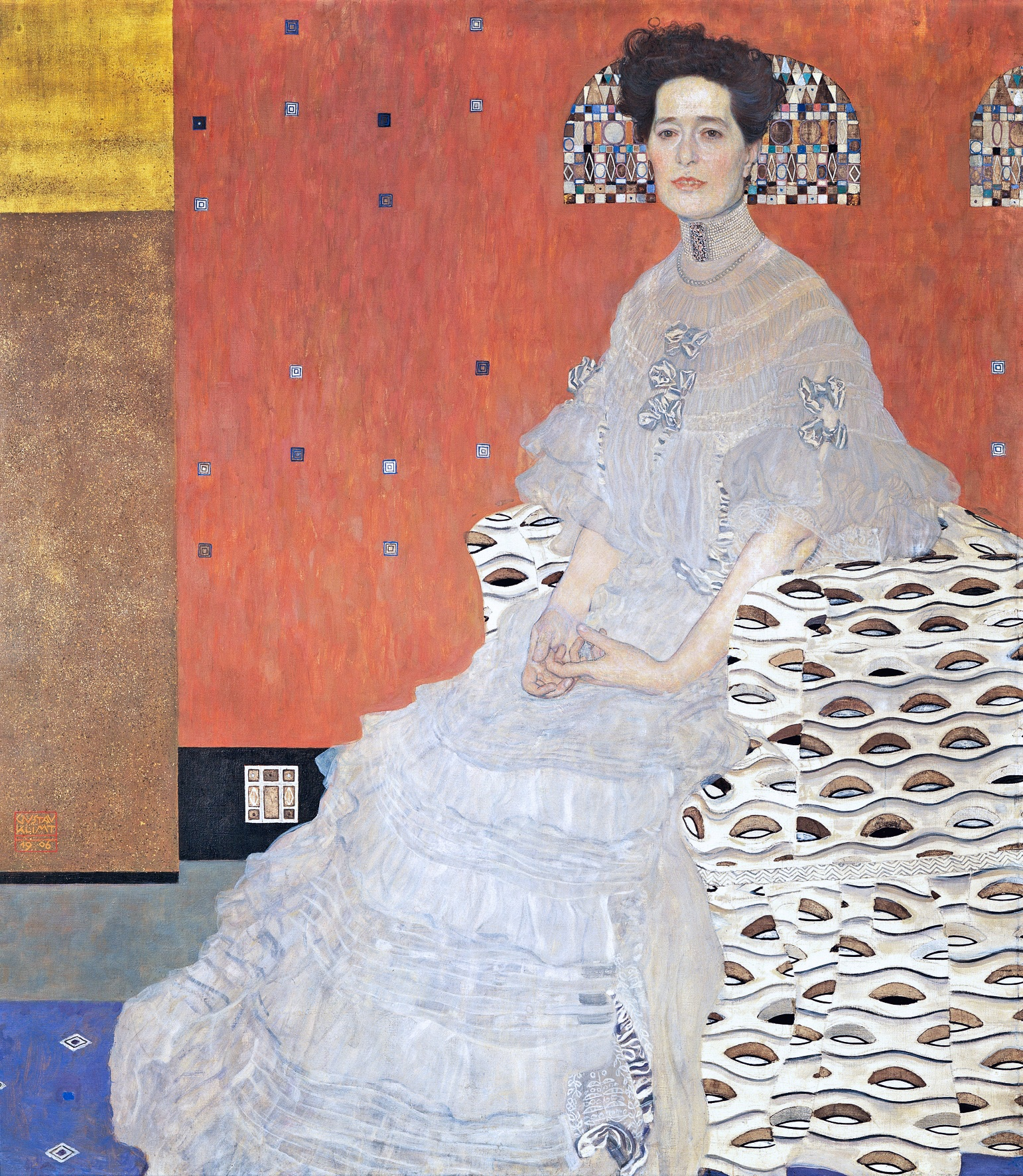
Portretul Fritzei Riedler (făcut în 1906), expus împreună cu Portretul Adelei Bloch-Bauer în 1907
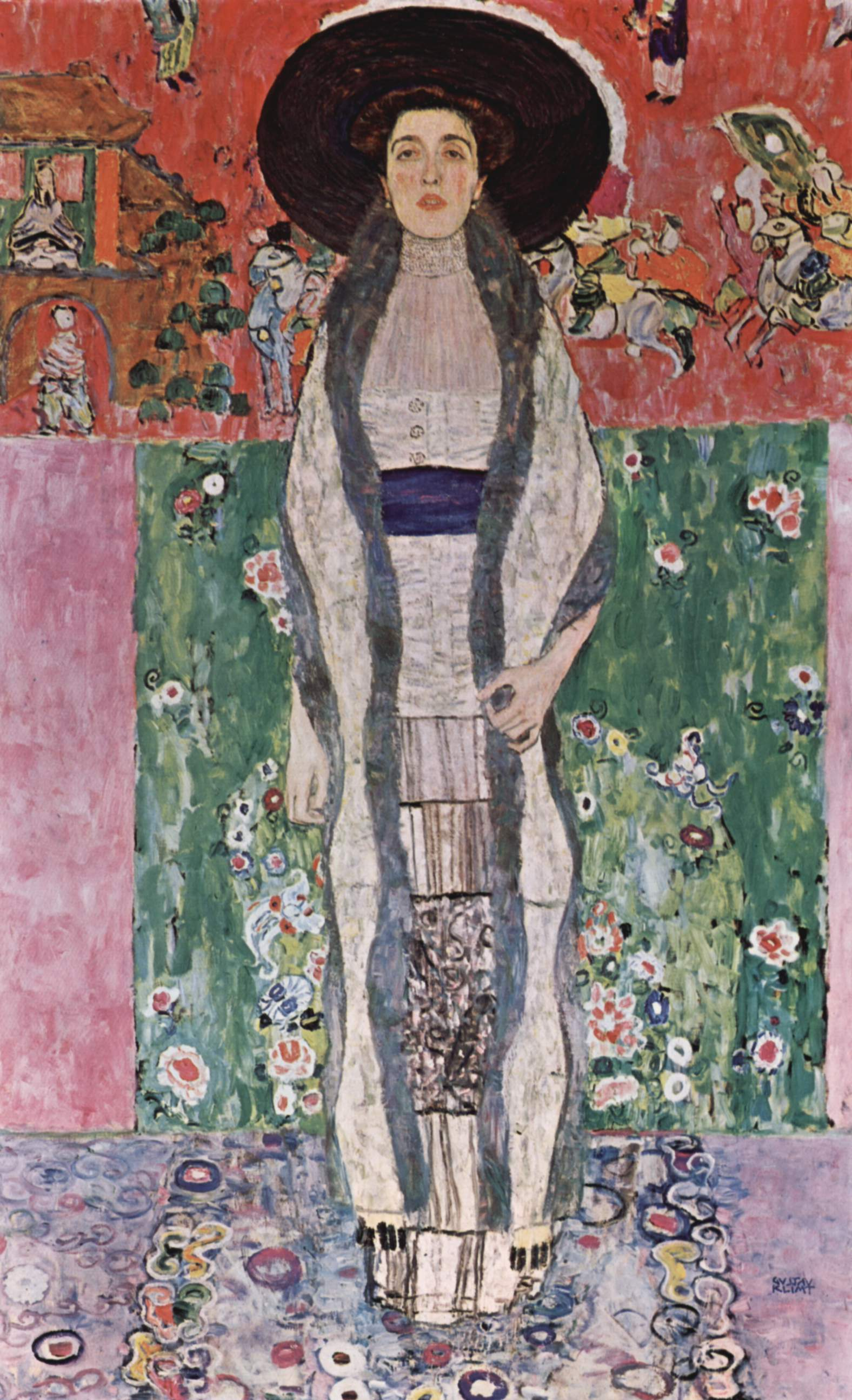
Al Doilea Portret al Adelei Bloch-Bauer, tablou de Gustav Klimt din 1912
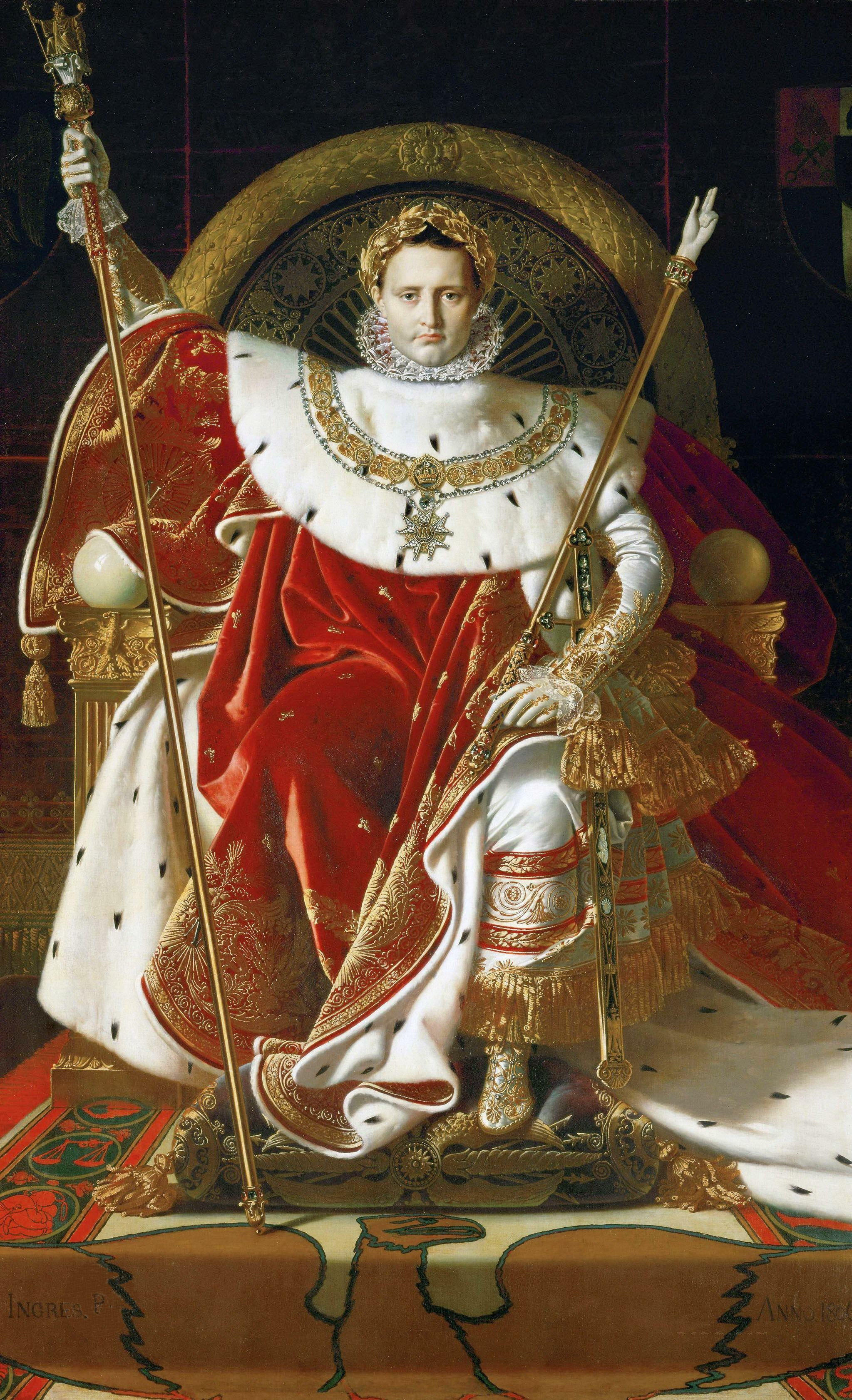
Napoleon I pe tronul său imperial, pictat de Jean Auguste Dominique Ingres în 1806